# Inuvik–Tuktoyaktuk Highway
Der Inuvik–Tuktoyaktuk Highway (ITH), offiziell Northwest Territories Highway 10, ist eine Straße von Inuvik nach Tuktoyaktuk in den Nordwest-Territorien in Kanada. Der Highway ersetzt damit die 2017 endgültig geschlossene Tuktoyaktuk Winter Road, eine Eisstraße, die die beiden Orte zuvor verband. Pläne zum Bau dieses Highways gab es schon lange, aber die Genehmigung dafür wurde erst 2013 erteilt. Nach dem Abschluss der Bauarbeiten, die 2014 begonnen haben, wurde die Straße am 15. November 2017 endgültig eröffnet. Durch den Highway möchte man unter anderem den Tourismus in der Region ankurbeln.

## Geschichte
Vor dem Bau des durchgängig befahrbaren Highways verband während der Wintermonate die Eisstraße Tuktoyaktuk Winter Road Inuvik mit Tuktoyaktuk. Sie verlief über das gefrorene Mackenzie-Delta und den Arktischen Ozean.
Ideen für den Bau einer festen Straße nach Tuktoyaktuk kamen erstmals in den 1960er-Jahren auf. 1974 führte Public Works Canada eine Umfrage und eine technische Studie zum Bau einer 140 Kilometer langen Straße zwischen den Städten durch. Während dem Wahlkampf der Präsidentschaftswahl 2011 kündigte der damalige Premierminister Stephen Harper an, dass es sein Ziel sei, die Straße zu bauen. 2012 wurde für den Bau des Highways ein Budget von 150 Millionen kanadische Dollar freigegeben, welches 2013 auf 200 Millionen Dollar aufgestockt wurde. Die Straße wird sowohl als symbolischer Akt zur Verbindung der drei Meere Kanadas gesehen, als auch als Akt für die Souveränität der Inuit und als Zugang zu natürlichen Ressourcen. Die Inuvialuit führten 2013 eine Umweltstudie durch und genehmigten den Bau. Im März 2013 genehmigte auch die Regierung der Nordwest-Territorien den Bau des Highways und steuerten 65 Millionen Dollar bei.
Der Bau begann 2014 und wurde in zwei Richtungen – von Inuvik und von Tuktoyaktuk – vorangetrieben. Der Permafrostboden stellte hierbei eine Herausforderung dar, da das Baugebiet beim Schmelzen des Bodens unter Wasser gesetzt wurde. In den ersten drei Jahren wurde 24 Stunden pro Tag gearbeitet, und das bei oft eiskalten Temperaturen. Im April 2016 wurde die Straße fertiggestellt, aber erst am 15. November 2017 eröffnet.
Mit der Fertigstellung des Highways wurde die Tuktoyaktuk Winter Road im Frühjahr 2017 endgültig geschlossen.

## Probleme
Seit den 1980er-Jahren gab es in der Region immer weniger Suchen nach Erdöl und Erdgas, besonders durch ein Moratorium von 2016 für Bohrungen in der kanadischen Arktis. Der Hauptzweck hat somit von Zugang zu Ressourcen zu Tourismus gewechselt, da er Touristen erlaubt, Tuktoyaktuk mit dem Auto zu besuchen, was vorher in den Sommermonaten nur per Flugzeug oder Boot möglich war. Ebenfalls bedenklich ist, dass über die Straße mehr Alkohol und Drogen nach Tuktoyaktuk geschmuggelt werden könnten, welches aktuell Beschränkungen auf den persönlichen Alkoholbesitz hat. Im Sommer 2017 gab es einen Versuch, 25 Flaschen Wodka über den damals noch geschlossenen Highway zu schmuggeln. Die Flaschen konnten jedoch von der Polizei sichergestellt werden.

## Routenbeschreibung
Die Straße beginnt am Ende des Dempster Highways in Inuvik. Von dort aus verläuft sie ohne weitere Abzweigungen 138 Kilometer nach Norden nach Tuktoyaktuk am Arktischen Ozean. Die Straße enthält acht Brücken und ist auf der gesamten Länge eine zweibahnige Schotterstraße.